# Бюстгальтеровий паркан у Кардроні

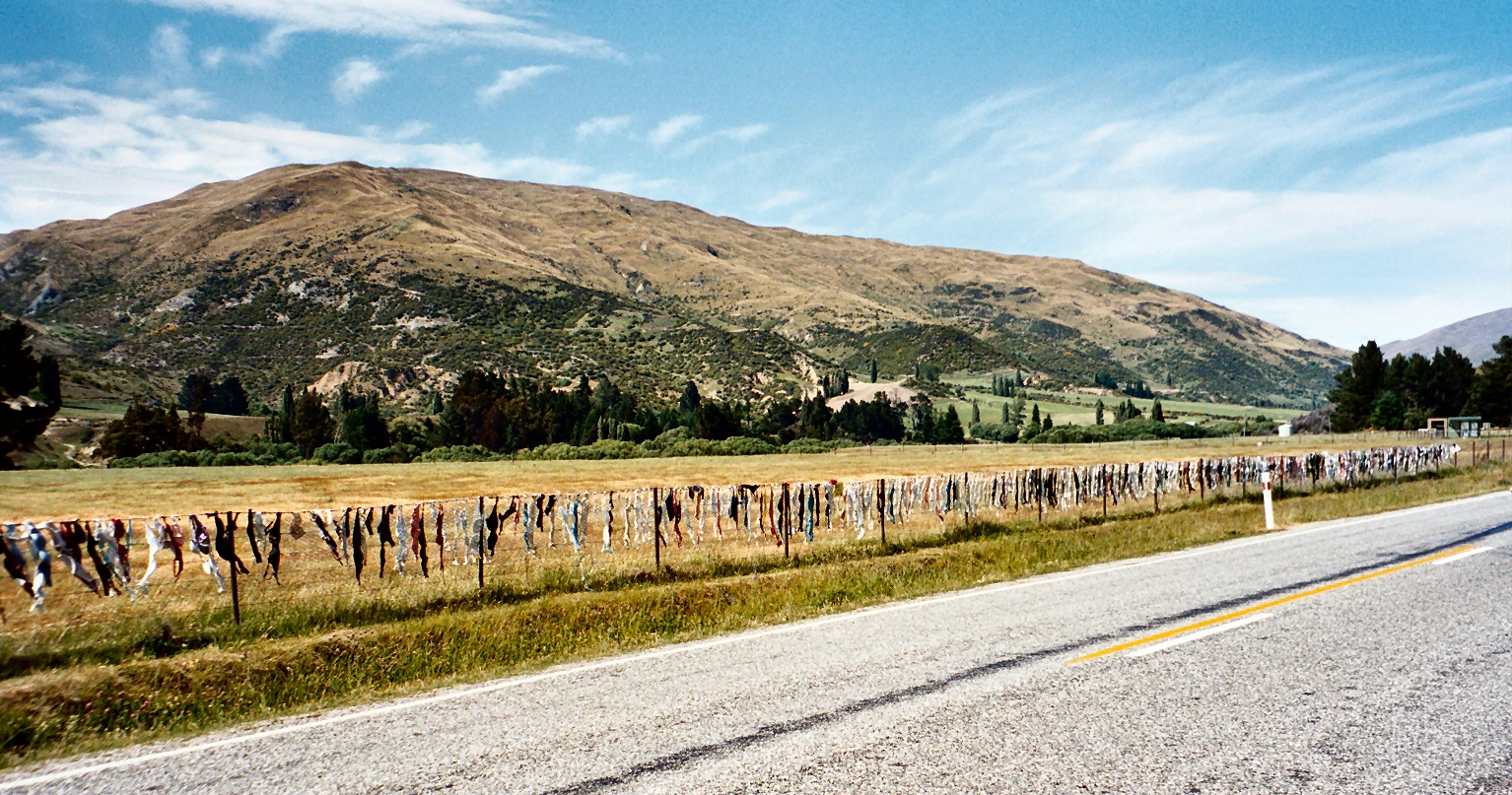
Паркан у 2002 році.

Бюстгальтеровий паркан у Кардроні — «скандальна пам'ятка» в центральній частині новозеландського регіону Отаго, що являє собою сільську огорожу, на яку подорожні почали вішати бюстгальтери; зрештою це місце стало досить відомою туристичною принадою із сотнями різних бюстгальтерів. Паркан проходить вздовж державної дороги й відгороджує територію однієї з ферм у долині Кардрона на північний захід від Ванаки, поруч з місцевим мотодромом.

## Історія
Бюстгальтеровий паркан виник у період між Різдвом і Новим роком 1999 року, коли чотири бюстгальтери з'явились на дротяному паркані вздовж дороги. Первинна причина, через яку їх повісили на паркан, незрозуміла. У новинах поширилася інформація, що їх причепили місцеві землевласники, які проживають ліворуч від паркану. Після цього стали з'являтися нові бюстгальтери. До кінця лютого на паркані було більш ніж 60 бюстгальтерів, але приблизно водночас всіх їх прибрали невідомі особи. Після того, як про це повідомила місцева преса й ЗМІ Нової Зеландії, історія набула широкого розголосу, що призвело до появи незабаром на паркані нової великої кількості бюстгальтерів.

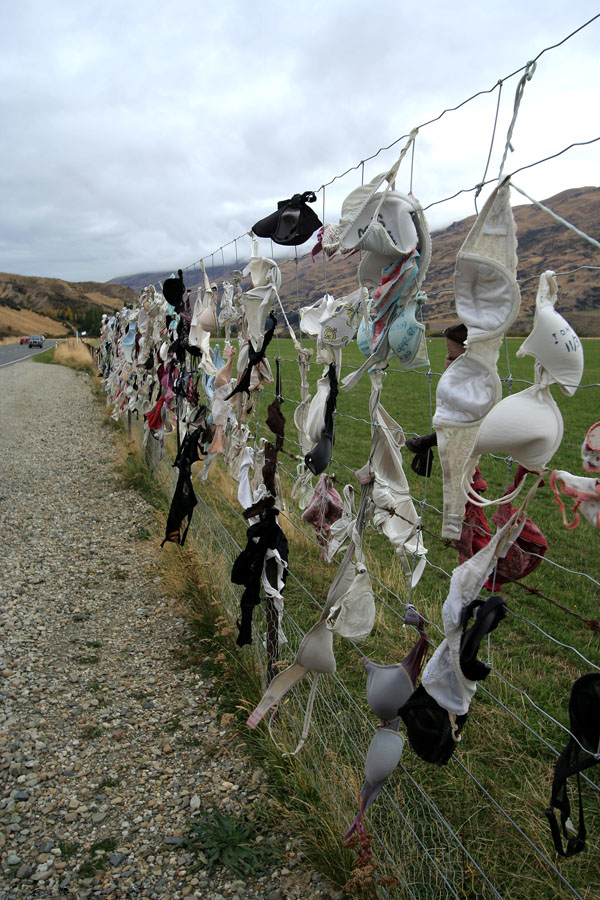
Паркан наприкінці 2006 року.

До жовтня 2000 року кількість бюстгальтерів досягла приблизно 200 шт, після чого паркан був знову очищений від них, і цього разу історія поширилася ще далі, а нічим не примітний до того паркан став своєрідним туристичним об'єктом, і ЗМІ, серед яких були навіть європейські, зацікавилася парканом. У зв'язку з цим, кількість бюстгальтерів, що їх люди причепили на паркан особисто або передали туди, значно зросла. На початку 2006 року кількість бюстгальтерів, причеплених до паркану, досягла близько 800 шт.
Хоча деякі місцеві жителі вітали існування паркану і розглядали його як пам'ятку, інші розглядали його як ганебне видовище, а також як потенційну небезпеку для водіїв, що в дорозі. У зв'язку з цим декілька разів намагалися юридичним шляхом прибрати бюстгальтери з паркану. Кількість цих спроб зросла на початку 2006 року, після чого прибрали близько 200 бюстгальтерів. Деякі місцеві жителі стверджують, що японські студенти, які здобувають освіту в сусідній Ванаці, могли негативно реагувати на існування паркану, як і багато інших азіатів або південноафриканців, що проживають тут.
Проте місцевий вівчар Джон Лі, який став неофіційним хранителем місця, відмовився зняти бюстгальтери з паркану, стверджуючи, що 90 % листів, отриманих про паркан, були позитивними й що бюстгальтери стали основним об'єктом інтересу до цього місця з боку фотографів.
28 квітня 2006, коли виявили, що паркан розташований на громадській трасі, місцева рада постановила, що він є «небезпечним для дорожнього руху» та «більмом на оці», і наказала познімати бюстгальтери з паркану. Тоді на ньому вже було понад 1500 бюстгальтерів. Ліквідація паркану призвела до спроби того самого року створити найдовший у світі «ланцюжок» з бюстгальтерів на щорічному фестивалі в сусідній Ванаці. Учасники зв'язали ланцюг зі 7485 бюстгальтерів, але це аж на 107,297 менше від рекорду. Попри невдалу спробу побити рекорд, організаторам вдалося зібрати $10,000 на дослідження з раку грудей.